# Mike Starr
Michael Christopher Starr (ur. 4 kwietnia 1966 w Honolulu, zm. 8 marca 2011 w Salt Lake City) – amerykański muzyk, kompozytor, członek grupy muzycznej Alice in Chains od 1987 do stycznia 1993. Po opuszczeniu zespołu, związał się z formacją Sun Red Sun, z którą nagrał i wydał jeden album studyjny. Przez cały okres swojej aktywności muzycznej, Starr najczęściej używał gitar basowych marki Spector. Jego ulubionym modelem był Spector NS-2. Ponadto muzyk korzystał także ze wzmacniacza Ampeg SVT.

## Życiorys

### Młodość
Michael Christopher Starr urodził się 4 kwietnia 1966 w Honolulu, jako syn Johna Starra i Gayle Starr. Ojciec John pracował jako barman w Atlantic City. Miał siostrę Melindę (ur. 1969), która jest aktorką. Uczęszczał do Highline High School w miejscowości Burien w stanie Waszyngton. Mając 12 lat, pracował w restauracji IHOP. Swoją pierwszą gitarę basową kupił za 50 dolarów od brata Dave’a Jensena, późniejszego perkusisty grupy Sato. W wieku 13 lat, Starr założył swój pierwszy amatorski zespół Cyprus, którego nazwę zaczerpnął z Biblii. Na stanowisko perkusisty został przyjęty Sean Kinney, który trafił do grupy poprzez ogłoszenie zamieszczone w gazecie.

### Działalność artystyczna
W 1984 Starr był członkiem grupy muzycznej Sato. Wystąpił on na albumie studyjnym Northwest Metalfest, gdzie zagrał na gitarze basowej w utworze „Leather Warrior”. Rok później, został członkiem glam metalowej formacji Gypsy Rose. W roku 1986 został basistą w zespole Diamond Lie, założonym przez gitarzystę Jerry’ego Cantrella. Skład grupy uzupełnili: wokalista Layne Staley (występujący wcześniej w zespołach Sleze oraz Alice N’ Chains) oraz perkusista Sean Kinney. W 1987 grupa przyjęła nazwę Alice in Chains.
Kwartet z dużym powodzeniem zaczął regularnie koncertować po amerykańskich klubach położonych na północno-zachodnim wybrzeżu. W lipcu 1990 zespół wydał minialbum We Die Young, a miesiąc później debiutancki album długogrający Facelift. Starr aktywnie udzielał się jako współkompozytor. Na debiutanckim albumie był współautorem utworów „It Ain’t Like That” oraz „Confusion”. W tym ostatnim wspomógł wokalnie Staleya. Odbył z zespołem trasę Facelift Tour promującą album oraz wystąpił w ramach tournée Clash of the Titans, grając obok takich wykonawców z kręgu thrash metalu jak Anthrax, Megadeth oraz Slayer. W lutym 1992 wydał wraz z zespołem minialbum utrzymany w klimacie muzyki akustycznej Sap. W utworze „Love Song”, muzycy w formie żartu, pozamieniali się instrumentami. Starr zagrał na gitarze elektrycznej. We wrześniu tego samego roku, ukazał się album studyjny Dirt. Starr, podobnie jak i Staley, zmagał się z pogłębiającym uzależnieniem od heroiny. Wziął udział w części trasy Down in Your Hole Tour, promującej wydawnictwo. W styczniu 1993, koncertował wraz z zespołem w ramach festiwalu Hollywood Rock w Brazylii. Po występie w Rio de Janeiro 22 stycznia, muzyk o mało nie doprowadził do przedawkowania, tracąc przytomność na 11 minut. Natychmiastową reakcją wykazał się Staley, który widząc poważne zagrożenie życia, cucił kolegę zimnym prysznicem w pokoju hotelowym. Przed rozpoczęciem europejskiej części trasy, Starr opuścił zespół. Został zastąpiony przez Mike’a Ineza, współpracującego z Ozzym Osbourne’em. W tym samym roku, dołączył on do grupy Sun Red Sun, którą tworzyli gitarzysta Al B. Romano, były wokalista Black Sabbath, Ray Gillen oraz perkusista Bobby Rondinelli, współpracujący z grupami Black Sabbath, Blue Öyster Cult oraz Rainbow. Debiutancki album został zrealizowany w Electric Lady Studios w Nowym Jorku. W tym samym roku, Starr opuścił zespół, a jego miejsce zajął John Monte. Album zatytułowany Sun Red Sun ukazał się ostatecznie w 1995. W 1994 Starr udał się na leczenie odwykowe, na którym przebywał także ówczesny wokalista Stone Temple Pilots, Scott Weiland. Jak przyznała siostra muzyka, Melinda, obaj stali się dobrymi przyjaciółmi od tego czasu. W kwietniu tego samego roku, Starr został aresztowany w związku z posiadaniem przy sobie marihuany i skazany na 90 dni więzienia za kradzież bagażu z hali odbiorów na lotnisku Houston-George Bush. W wywiadzie dla dwutygodnika Rolling Stone udzielonemu w 1994, Staley stwierdził, że zespół chciał skupić się na intensywnym koncertowaniu, podczas gdy Starr wolał więcej czasu wolnego. Muzyk jednak sam zdementował te pogłoski, występując w 2010 w programie Celebrity Rehab with Dr. Drew, gdzie otwarcie przyznał, że został wyrzucony za pogłębiający się nałóg narkotykowy. W październiku 1999 ukazał się na rynku kompilacyjny box set Alice in Chains – Music Bank. Zamieszczona na nim została kompozycja „Fear the Voices”, którą nagrano podczas sesji do albumu Dirt w 1992, lecz ostatecznie nie została na nim zamieszczona. Starr tak komentował ten fakt: „Napisałem piosenkę „Fear the Voices”. Mieliśmy ją nagrać, ale nie pozwolili jej zamieścić na albumie, ponieważ Jerry nie miał nic wspólnego z pisaniem muzyki. Ale później dodali ją na box secie i zdobyła pewne uznanie w radiu”.

### Ostatnie lata
Starr był ostatnią znaną osobą, jaka spędziła czas z wokalistą Layne’em Staleyem w przeddzień (4 kwietnia 2002) śmierci muzyka. W programie Celebrity Rehab with Dr. Drew, w którym wystąpiła również matka wokalisty, Nancy McCallum, Starr przyznał, że spędził wspólnie czas ze Staleyem podczas swoich urodzin. Basista wyznał, że Staley był już bardzo chory, ale mimo to nie zadzwonił pod numer alarmowy 911, gdyż muzyk groził mu zerwaniem przyjaźni. Starr przyznał publicznie w programie, iż żałuje swojego postępowania, widząc pogarszający się stan zdrowia przyjaciela. Muzyk publicznie przeprosił matkę Staleya za to, że nie zareagował w należyty sposób. Mimo że Nancy McCallum przebaczyła muzykowi swoje zachowanie, to do dnia swojej śmierci, obwiniał się on za śmierć przyjaciela.
W kwietniu 2005 został aresztowany w Seattle za akt wandalizmu. Starr pozostawał aktywny muzycznie do ostatnich miesięcy swojego życia. Pojawił się w programach typu reality show – Celebrity Rehab Presents Sober House oraz Celebrity Rehab w 2010. Opisywał w nich swój proces terapii, jaki rozpoczął w Pasadena Recovery Center w sierpniu 2009. Wraz z Mackenzie Phillips oraz Tomem Sizemore’em, Starr pojawił się w ósmym odcinku Celebrity Rehab poświęconym znanym celebrytom uzależnionym od narkotyków.
18 lutego 2011 muzyk został aresztowany przez policję w Salt Lake City, za podejrzenie posiadania zbyt dużej ilości tabletek (sześć tabletek oksymorfonu i alprazolamu). Portal TMZ.com ustalił, że w momencie aresztowania, Starr przedstawił się jako basista Alice in Chains. Kilka dni później, muzyk został zwolniony z aresztu po okazaniu dowodu w postaci recepty.
W 2011 Starr dołączył do grupy Days of the New, gdzie pełnił rolę muzyka koncertowego. Pierwotnie planowana była dalsza współpraca, lecz przerwała ją śmierć basisty.

## Śmierć
8 marca 2011 o godzinie 13:42 policja została wezwana do domu w Salt Lake City przez wokalistę grupy Days of the New, Travisa Meeksa, który znalazł ciało 44-letniego basisty. Ceremonia pożegnalna odbyła się 20 marca w Experience Music Project w Seattle przy udziale 400 osób. Wśród osób żegnających muzyka byli także koledzy z zespołu – Jerry Cantrell, Sean Kinney oraz Mike Inez. Badania testów toksykologicznych wykazały, że przyczyną śmierci było zażycie mieszanki metadonu i leków przeciwlękowych. Ojciec muzyka, John Starr przyznał, że to „szok i tragedia”.

## Instrumentarium
Opracowano na podstawie materiału źródłowego:
Gitary basowe:
- Spector Euro4LX Mike Starr LE (sygnowany model)
- Spector Euro4LX
- Kramer/Spector NS-2

Wzmacniacze:
- Ampeg SVT-II

## Dyskografia
| Alice in Chains - We Die Young (EP) (1990, Columbia Records) - Facelift (1990, Columbia Records) - Sap (EP) (1992, Columbia Records) - Dirt (1992, Columbia Records) - Nothing Safe: Best of the Box (Kompilacja) (1999, Columbia Records) - Music Bank (Box set) (1999, Columbia Records) - Live (2000, Columbia Records) - Greatest Hits (Kompilacja) (2001, Columbia Records) - The Essential Alice in Chains (Kompilacja) (2006, Columbia Records) | Sato - Northwest Metalfest (1984, Ground Zero Records) Sun Red Sun - Sun Red Sun (1995, Crook’d Records) |

## Wideografia
Alice in Chains
- Live Facelift (1991, VHS, Columbia Records)[46]
- Music Bank: The Videos (1999, VHS, Columbia Records)[47]

Gościnnie
- Pantera – Cowboys from Hell: The Videos (1991, VHS, WEA Records, reżyseria: Pantera)[48]

## Filmografia

### Filmy
- Samotnicy (1992, komedia obyczajowa, reżyseria: Cameron Crowe)[37]
- Pearl Jam Twenty (2011, film dokumentalny, muzyczny, reżyseria: Cameron Crowe)[37]

### Telewizja
- Celebrity Rehab with Dr. Drew (2010–2011, reality show)[37]
- Celebrity Rehab Presents Sober House (2010, reality show)[37]

## Nagrody i wyróżnienia
Wyróżnienia indywidualne
| Rok  | Kraj              | Miejsce publikacji rankingu | Nazwa rankingu                                              | Pozycja |
| ---- | ----------------- | --------------------------- | ----------------------------------------------------------- | ------- |
| 2012 | Stany Zjednoczone | ultimate-guitar.com         | „10 najlepszych linii basowych w historii” (utwór „Would?”) | 6       |